# Giuseppe Bellusci
Giuseppe Bellusci (Trebisacce, 21 augustus 1989) is een Italiaans voetballer die bij voorkeur als centrale verdediger speelt. Hij speelt sinds 2009 bij Catania.

## Clubcarrière
Bellusci is een jeugdproduct van Ascoli. Hij debuteerde in de Serie A op zeventienjarige leeftijd. In zijn debuutseizoen (2006-2007) kwam hij tot drie optredens. Daarna werd hij teruggezet naar de B-kern. In 2008 werd hij definitief bij het eerste elftal gehaald. Hij speelde in totaal 35 competitiewedstrijden voor Ascoli vooraleer hij in 2009 de club verliet. Op 25 juni 2009 tekende Bellusci bij Catania. Hij kwam tot 11 wedstrijden in zijn eerste seizoen, waarin hij regelmatig op de bank moest plaatsnemen. In augustus 2011 verkocht de club Matías Silvestre aan US Palermo, waardoor Bellusci zijn kans kreeg in de basiself. Hij vormt centraal in de verdediging meestal een duo met de ervaren Argentijn Nicolás Spolli.
1 Santurro ·
2 Noce ·
3 Claiton ·
4 Vicente ·
5 Silvestri ·
6 Welbeck ·
7 Gatto ·
8 Rosaia ·
9 Sarao ·
10 Reginaldo ·
11 Vrikkis ·
12 Della Valle ·
13 Izco ·
14 Piccolo ·
15 Maldonado ·
16 Albertini ·
17 Piovanello ·
18 Tonucci ·
19 Manneh ·
20 Pinto ·
21 Biondi ·
22 Martínez ·
23 Dall'Oglio ·
26 Calapai ·
28 Emmausso ·
29 Zanchi ·
30 Arena ·
31 Pecorino ·
32 Confente ·
33 Panebianco ·
Coach: Addamo